# Первичная соматосенсорная кора
Первичная соматосенсорная кора (англ. Primary somatosensory cortex) расположена в области постцентральной извилины непосредственно за центральной бороздой, отделяющей лобную долю от теменной. Является частью соматосенсорной системы. Была определена в результате исследований, проведённых Уайлдером Пенфилдом, Гербертом Джаспером, Клинтоном Вулси, Филлипом Бардом и Уэйдом Маршаллом. Изначально определялась в границах цитоархитектонических полей Бродмана 3, 1 и 2. В более современных публикациях предлагается для однородности с другими сенсорными областями мозга считать первичной соматосенсорной корой только поле 3, так как именно оно получает основной объём таламокортикальных проекций от входящих сенсорных сигналов.
Нейроны постцентральной извилины получают сигналы от контралатеральных сенсорных рецепторов всего тела, поэтому представительство кожной рецепции в ней организовано топографически. Полоса соматосенсорной коры включает карту тела в виде «сенсорного гомункулуса». В первичной соматосенсорной коре все части тела распределены непропорционально их истинным размерам: например, голова и руки занимают почти половину корковых областей. Серое вещество соматосенсорной коры имеет шесть слоёв, представленных в основном гранулярными клетками. Нейроны IV слоя первичной соматосенсорной коры имеют входную связь с таламусом.

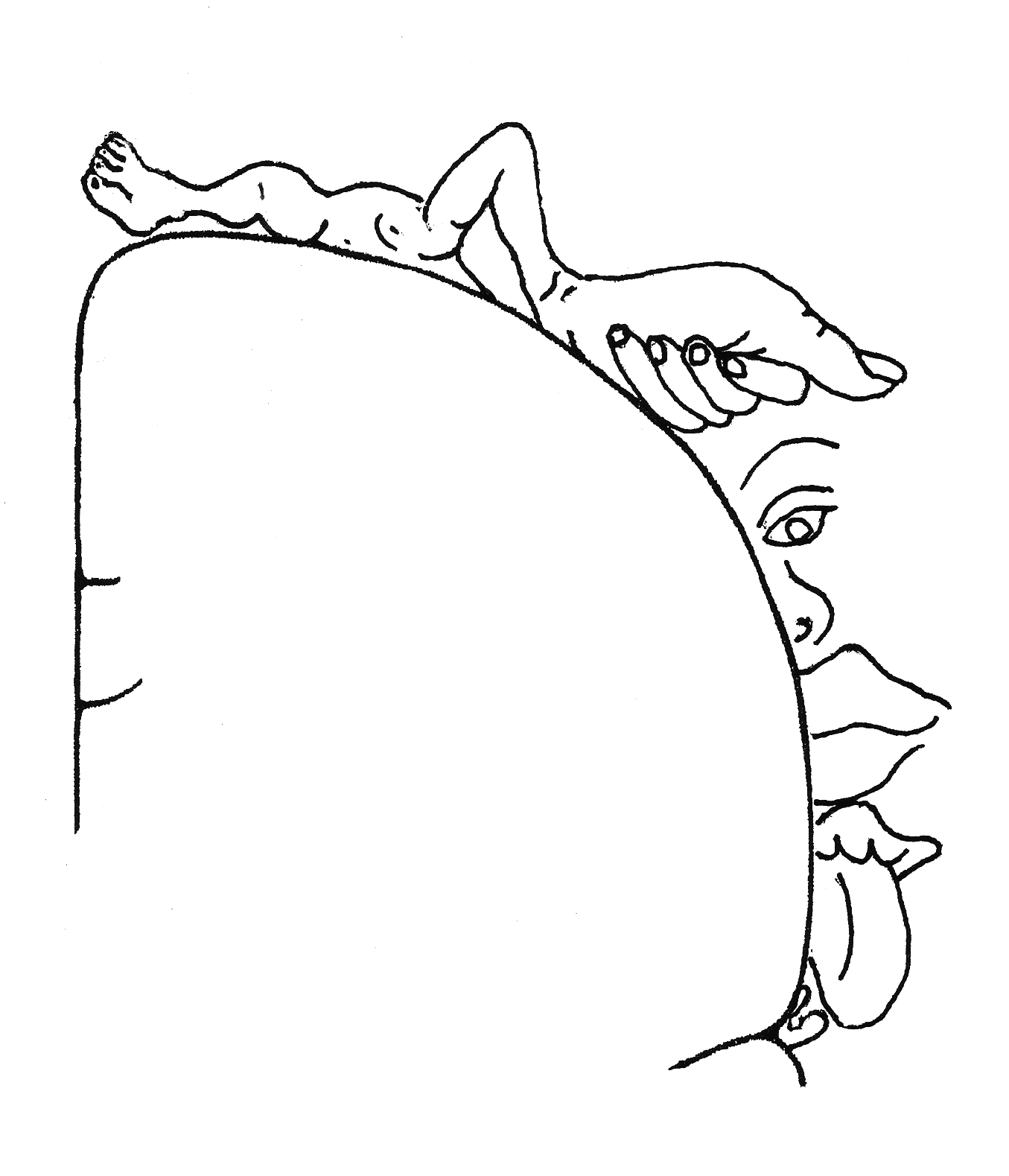
Соматосенсорный гомункулус

## Клиническое значение
Поражения мозга в области первичной соматосенсорной коры вызывают характерные симптомы, которые могут включать аграфестезию (нарушение кожной кинестезии, при которой теряется способность к узнаванию пациентом букв, цифр, геометрических фигур, которые обследующий вычерчивает на его коже тупым предметом), астереогноз (потеря способности определять форму и геометрию предметов), гемигипестезию (снижение кожной чувствительности одной стороны тела), потерю ощущений вибрации, проприоцепции и «точного» прикосновения. Также может наблюдаться одностороннее пространственное игнорирование, если поражение задевает недоминантное полушарие мозга. Разрушение полей 3, 1 и 2 вызывает гемигипестезию и астереогноз  на противоположной стороне тела. Также поражения данной области могут снизить ноцицепцию, терморецепцию и ощущение «грубого» прикосновения.